# Marcus Howard
Marcus Howard (Huger, Carolina do Sul, 10 de outubro de 1985) é um jogador de futebol americano aposentado que atuava na posição de defensive end na NFL. Howard estudou na Hanahan High School em Hanahan no estado americano da Carolina do Sul onde atuou como running back e como linebacker. 

## Carreira universitária
Howard jogou futebol americano pela University of Georgia. Durante seu terceiro ano na faculdade ele foi selecionado First-Team All-SEC depois de fazer 41 tackles, 10.5 sacks e ter forçado 3 fumbles.
Durante o Sugar Bowl de 2008, Marcus Howard fez 3,5 sacks e forçou e um fumble dentro da End Zone adversária e depois ele mesmo o recuperou fazendo um touchdown garantindo assim a vitória do Georgia Bulldogs. Por seu desempenho, Howard foi nomeado MVP daquele Sugar Bowl.
Horward terminou a faculdade com 79 tackles, 12 sacks e quatro fumbles forçados. 

## NFL
Marcus Howard foi selecionado na quinta rodada do Draft de 2008 da NFL pelo Indianapolis Colts como pick n° 161. Em sua roolkie season com os Colts, Howard atuou como reserva entrando em nove partidas naquela temporada fazendo 14 tackles, 1,5 sacks e 1 fumble forçado.
Howard foi dispensado pelos Colts em 5 de setembro de 2009.

## Ligações Externas
- Indianapolis Colts bio
- Georgia Bulldogs bio[ligação inativa]